# Fallturm Bremen

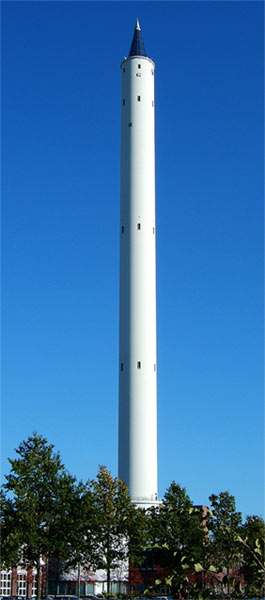
Fallturm Bremen

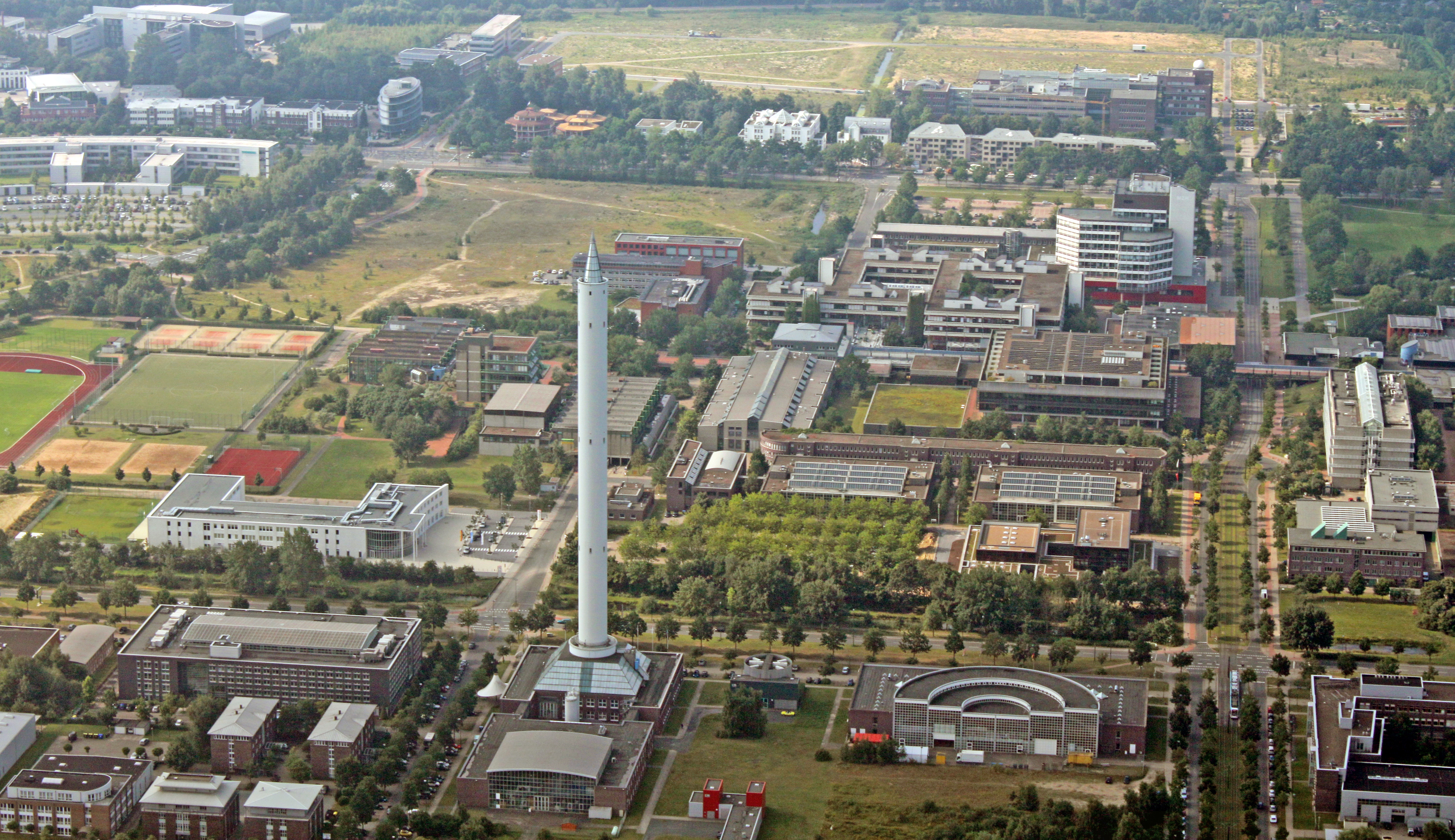
Luchtfoto van de valtoren

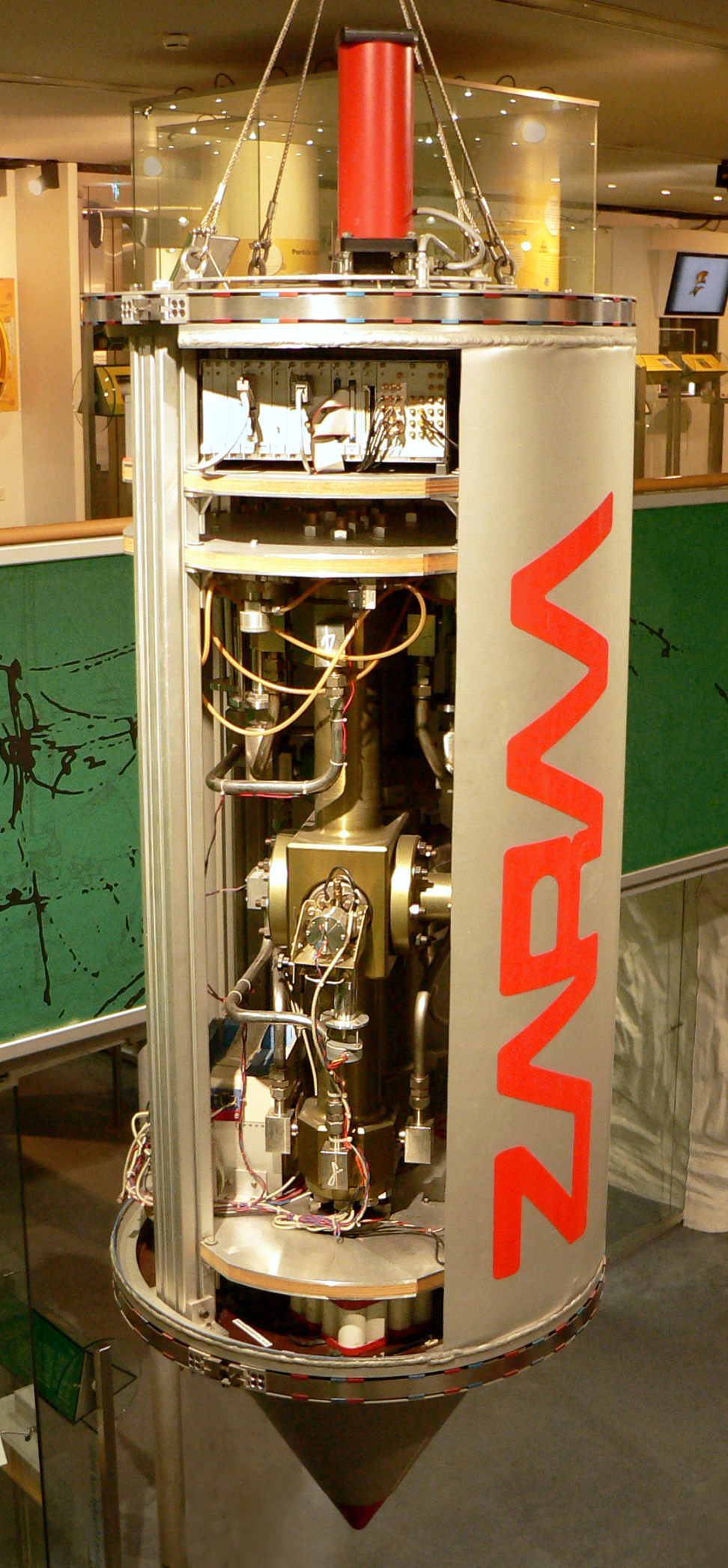
Valcapsule

De Fallturm Bremen is een valtoren in het Centrum voor Toegepaste Ruimtetechnologie en Microzwaartekracht van de Universiteit van Bremen in de Duitse stad Bremen. Het werd gebouwd tussen 1988 en 1990 en omvat een 122 meter hoge valbuis (werkelijke valafstand is 110 meter), waarin gedurende 4,74 seconden (met het loslaten van de valcapsule), of gedurende meer dan 9 seconden (met het gebruik van een katapult, geïnstalleerd in 2004) gewichtloosheid kan worden geproduceerd. De hele toren is gevormd uit een schacht van gewapend beton en is 146 meter hoog.
De valbuis van 122 meter is vrijstaand in de betonnen omhulsel geplaatst om de overdracht van door de wind veroorzaakte trillingen te voorkomen, die er anders toe zouden kunnen leiden dat de luchtdichte valcapsule de wanden raakt.